# Łysołaje
Łysołaje – wieś w Polsce położona w województwie lubelskim, w powiecie łęczyńskim, w gminie Milejów. 
Wieś stanowi sołectwo Milejów. Według Narodowego Spisu Powszechnego z roku 2011 wieś liczyła 389 mieszkańców.
Wieś szlachecka położona była w drugiej połowie XVI wieku w powiecie lubelskim województwa lubelskiego. W latach 1975–1998 miejscowość administracyjnie należała do ówczesnego województwa lubelskiego.

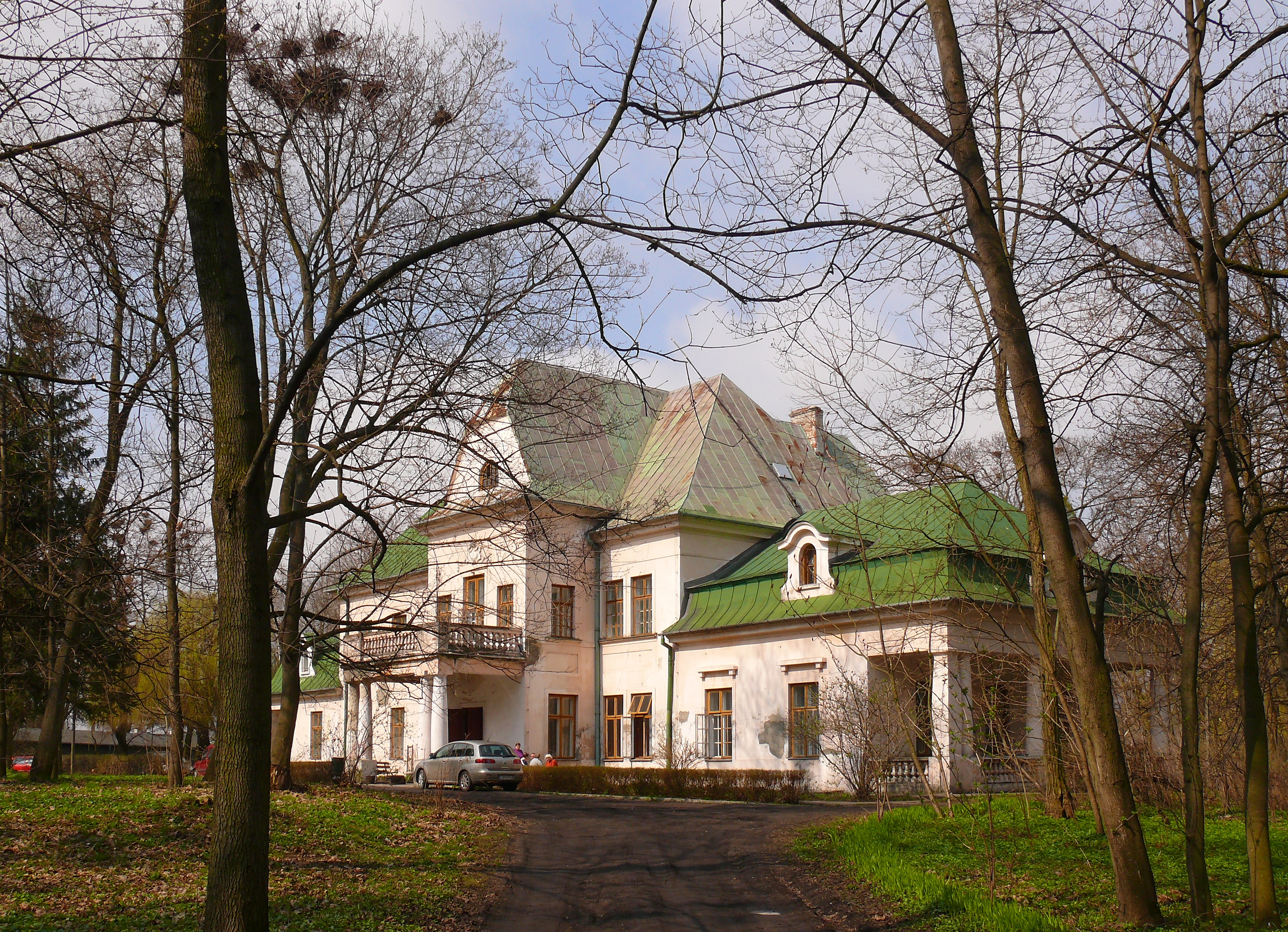
Pałacyk w służbie NFOZ

We wsi znajduje się Szkoła Podstawowa im. Janusza Korczaka, pałac z parkiem i kaplicą, gorzelnia i dwa stawy rybne. W centrum wsi znajdują się zabudowania dawnego PGR, przejęte przez prywatną firmę, która na podległych ziemiach  nadal uprawia warzywa i owoce. Przy gorzelni znajduje się niewielki cmentarz z czasów pierwszej wojny światowej.
W 1919 w Łysołajach znajdował się Szpital dla Koni Nr 5 – jednostka służby weterynaryjnej Wojska Polskiego.
Obecnie jest tu szpital psychiatryczny, zlokalizowany w zabytkowym pałacyku i otaczającym go parku.
Wieś stanowi sołectwo gminy Milejów.

## Historia
Pierwsza wzmianka o Łysołajach pochodzi z roku 1382 wówczas „Lyssolaye”.

Wieś była własnością szlachecką w roku 1382 dziedzicem był Prandota. W roku 1417 dziedzicem był Jan z Łańcuchowa kasztelan zawichojski.
Z zachowanych akt ziemskich lubelskich wiadomo że w 1427 Marcin z Krza notariusz ziemi lubelskiej winien wykupić Łysołaje z rąk Mikołaja z Chrzeńca na rzecz Mikołaja z Prawiedlnik. W latach 1428–1460 dziedzicem był Jan Kuropatwa z Łańcuchowa.
Według Słownika geograficznego Królestwa Polskiego z roku 1884 Łysołąje stanowiły wieś i folwark w powiecie lubelskim, ówczesnej gminie Jaszczów, parafii Biskupice. Wieś leży przy linii drogi żelaznej Nadwiślańskiej, o 1 ½ wiorsty od Milejowa ku Trawnikom.

Według spisu z 1827 r. było tu 44 domy i 246 mieszkańców. Według Towarzystwa Kredytowego Ziemskiego folwark Łysołaje był rozległy na 2187 mórg:[...] w dobrach młyn wodny, pokłady kamienia wapiennego i torfu. Rzeka Wieprz przepływa granicą wschodnio-północną. Wieś Łysołaje posiadała wówczas osad 32, z gruntem 458 mórg.

## Zabytki
- Kolumna toskańska z I połowy XVIII w. zwieńczona metalowym krzyżem[13].
- Zespół pałacowy, nr rej.: A/730 z 1.08.1977[14]
  - piętrowy pałac kryty blaszanym dachem czterospadowym, wybudowany w 1904 r. Od frontu nieregularnie umieszczony ryzalit z balkonem z kamienną balustradą wsparty na czterech kolumnach doryckich. Ryzalit zwieńczony trójkątnym frontonem[15].

## Urodzeni w Łysołajach
- Tomasz August Popławski – polski ziemianin, działacz społeczny, prezes Towarzystwa Kredytowego Ziemskiego, senator w II RP[16].